# Сан-Джованни-Баттиста-деи-Фиорентини (титулярная церковь)
Титулярная церковь Сан-Джованни-Баттиста-деи-Фиорентини (лат. Titulus Sancti Ioannis Baptistae Florentinorum) — титулярная церковь была создана Папой Иоанном XXIII 12 марта 1960 года апостольской конституцией Inter templa. Титулярная церковь принадлежит барочной базилике Сан-Джованни-деи-Фиорентини, расположенной в районе Рима Понте, на виа Джулия, приход учреждён 24 октября 1906 года.

## Список кардиналов-священников титулярной церкви Сан-Джованни-Баттиста-деи-Фиорентини
- Жозеф-Шарль Лефевр — (31 марта 1960 — 2 апреля 1973, до смерти);
- Хуан Карлос Арамбуру — (24 мая 1976 — 18 ноября 2004, до смерти);
- Карло Каффарра — (24 марта 2006 — 6 сентября 2017, до смерти);
- Джузеппе Петрокки — (28 июня 2018 — по настоящее время).